# 周天民
周天民（1406年—？），字希尹，四川重慶府長壽縣人，明朝政治人物。

## 生平
正統四年（1439年）己未科進士。天顺五年（1461年），任福建漳州府知府。

## 家族
曾祖周登，祖周貴，父周紹敬，母張氏；繼母黃氏。